# Canthidium alvarezi
Canthidium alvarezi är en skalbaggsart som beskrevs av Martinez och Halffter 1986. Canthidium alvarezi ingår i släktet Canthidium och familjen bladhorningar. Inga underarter finns listade.